# آنخل پوئرتاس
آنخل پوئرتاس (انگلیسی: Ángel Puertas؛ زادهٔ ۲۳ ژانویهٔ ۱۹۸۰) بازیکن فوتبال اهل آرژانتین است.
از باشگاه‌هایی که در آن بازی کرده‌است می‌توان به باشگاه ورزشی سن لورنسو آلماگرو، باشگاه اتلتیکو ایندپندینته، و باشگاه فوتبال اتلتیکو هوراکان اشاره کرد.